# Arcey (Côte-d’Or)
Arcey település Franciaországban, Côte-d’Or megyében. Lakosainak száma 52 fő (2022. január 1.). Arcey Fleurey-sur-Ouche, Gergueil, Sainte-Marie-sur-Ouche, Urcy és Gissey-sur-Ouche községekkel határos.

## Népesség
A település népességének változása:
| Lakosok száma | 26   | 33   | 42   | 39   | 50   | 52   | 53   | 54   | 53   | 52   |
|               | 1968 | 1982 | 1990 | 2006 | 2013 | 2015 | 2017 | 2019 | 2020 | 2022 |